# Apple II Plus
O Apple II Plus (ou Apple II+) foi o segundo modelo da série de microcomputadores Apple II produzido pela Apple Computer.

## Características de hardware e software

### Cartões de linguagem e expansões de memória
O Apple II Plus tinha um total de 48 KiB de RAM, expansíveis para 64 Kb através de um cartão de linguagem (uma placa de expansão que podia ser instalada no slot 0 do microcomputador). O microprocessador 6502 do Apple dava suporte a um máximo de 64 KiB de memória e uma máquina com 48 KiB RAM atingia este limite por causa dos 16 KiB adicionais da ROM. Por este motivo, a RAM extra no cartão de linguagem tinha de ser chaveada com a ROM embutida da máquina, permitindo que programas fossem carregados na memória adicional como se ocupassem o espaço da ROM. Utilizadores podiam assim carregar o Integer BASIC do disquete para o cartão de linguagem e chavear entre os dialetos Integer e Applesoft do BASIC através dos comandos do DOS 3.3 INT e FP como se eles estivessem no cartão de expansão do BASIC ROM. O cartão de linguagem também era exigido para utilizar os compiladores UCSD Pascal e  FORTRAN 77, que foram lançados pela Apple mais ou menos nessa mesma época.
O Apple II Plus incluía a linguagem de programação Applesoft BASIC em ROM. Este dialeto do BASIC produzido pela Microsoft, que estava anteriormente disponível como uma atualização, suportava aritmética de ponto flutuante (embora executasse numa velocidade perceptivelmente menor do que a do Integer BASIC de Steve Wozniak) e tornou-se o dialeto BASIC padrão da Apple.

### Caixa alta e baixa
Da mesma forma que o Apple II, o Apple II Plus não tinha o recurso de caixa baixa (e sequer possuía uma tecla CAPS LOCK). Todas as teclas alfabéticas do teclado retornavam letras em caixa alta, e não havia letras em minúsculas armazenadas na fonte em modo texto gravada na ROM do micro. Para exibir letras minúsculas, alguns aplicativos tinham de executar no lento modo gráfico de alta-resolução e usar uma fonte customizada, em vez do método rápido, que seria utilizar a fonte em ROM do modo texto. Outros programas usavam texto em modo de vídeo invertido para representar texto que seria impresso em minúsculas. Alternativamente, os utilizadores podiam instalar uma ROM customizada que continha letras em minúsculas na fonte, ou adquirir um dos vários cartões de 80 colunas fabricados por terceiros, os quais habilitavam um modo de texto que podia exibir 80 colunas e texto em caixa alta e baixa. A placa "Videx Videoterm" e seus muitos clones foram especialmente populares no mercado estadunidense.
Para detectar que o teclado estava sendo utilizado em modo de caixa baixa, algumas soluções criativas vieram à luz. Uma delas, denominada one-wire shift key mod ("modificação de um fio da tecla SHIFT") conectava a tecla SHIFT a um dos pinos do conector de joystick na placa-mãe. Aplicações compatíveis, incluindo quase todos os processadores de texto, podiam então detectar se a tecla SHIFT estava sendo pressionada. Esta modificação, todavia, por envolver um trabalho de solda, só se tornou popular entre hobbystas. Por este motivo, a maioria dos aplicativos que davam suporte a letras em minúsculas podiam também usar a tecla ESC como uma indicadora substituta de caixa baixa caso o "shift key mod" não estivesse instalado.

## Especificações técnicas
- Teclado: mecânico, 53 teclas
- Display:
  - 40 X 24 texto
  - 80 X 24 texto (com cartão de 80 colunas)
  - 40 X 40 (ou 48) com 16 cores
  - 280 X 192 com seis cores
- Expansão:
  - 8 slots internos
- Portas:
  - 1 saída de vídeo composto para monitor de vídeo ou TV
- Armazenamento:
  - Gravador de cassete
  - Drive de disquete externo de 5 1/4" (face simples, 140 KiB)

### Em inglês
- «Vintage Computers - Apple II Plus» (em inglês)
- «Apple II+» (em inglês)

### Em português
- «Emulando o Apple II no PC»